# Alvarinus hilarii
Alvarinus hilarii är en skalbaggsart som beskrevs av Blanchard 1850. Alvarinus hilarii ingår i släktet Alvarinus och familjen Melolonthidae. Inga underarter finns listade i Catalogue of Life.